# Osteodes exumbrata
Osteodes exumbrata là một loài bướm đêm trong họ Geometridae.